# Hamshahri
 Hamshahri est un journal d'Iran, fondé par Gholamhossein Karbastchi.

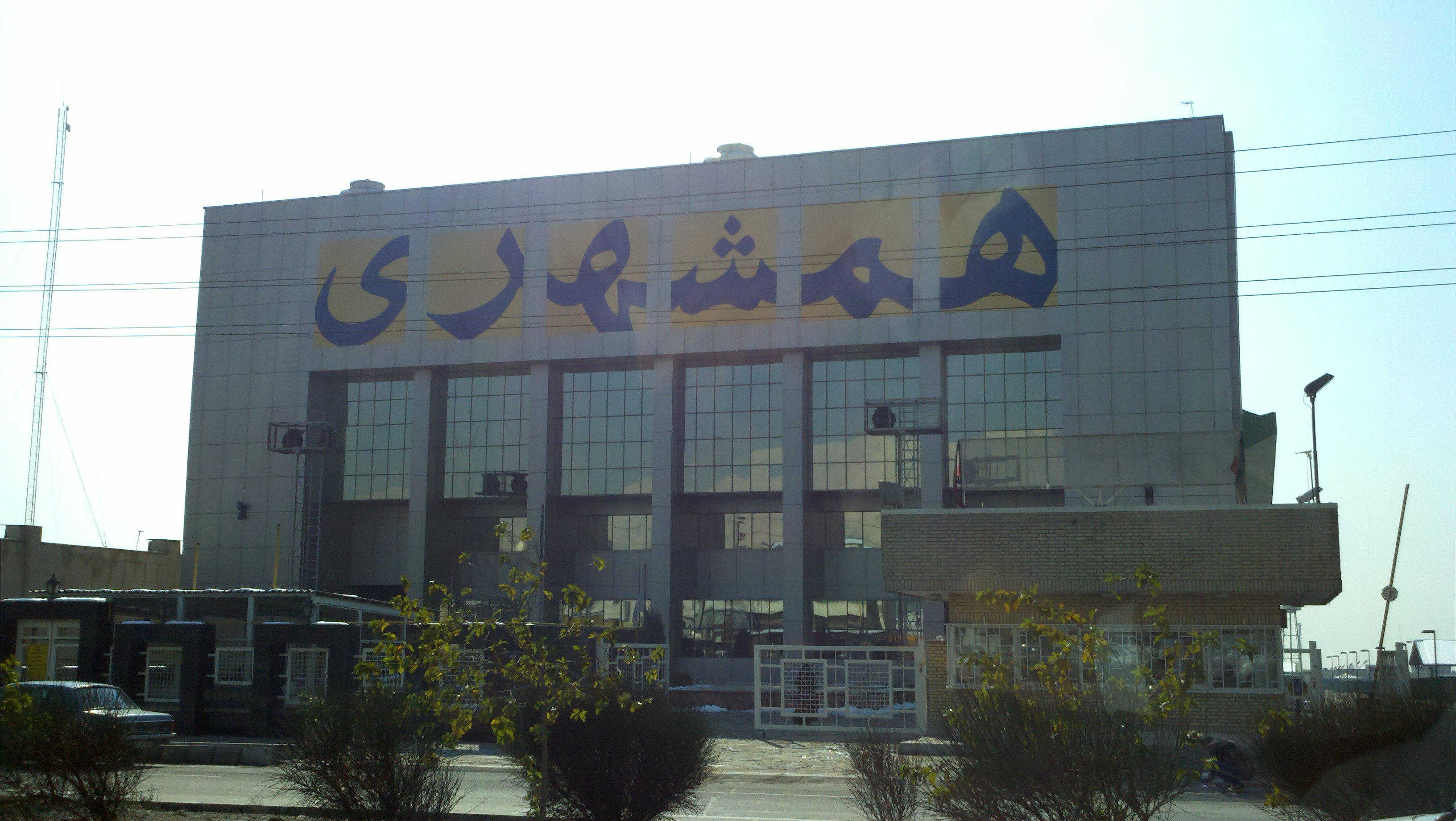
Immeuble Hamshahri sur la route Karaj-Téhéran.

Hamshahri est le plus important journal quotidien d'Iran (400 000 exemplaires quotidiens) ; populaire, il est connu pour ses positions « modérées » (par opposition à « conservateur ») jusqu'en 2003, date de la victoire des conservateurs aux élections municipales de Téhéran.
Lors de la Crise internationale des caricatures de Mahomet, le 6 février 2006, le journal modéré Hamshahri organise un concours international de caricatures sur l'Holocauste. 
Le 8 février 2006, scandalisés, les États-Unis accusent Mahmoud Ahmadinejad d'être l’initiateur de ce concours de caricatures sur l’holocauste.
Washington s’est déclaré « scandalisé » par l’annonce du concours de caricatures sur la Shoah organisé par le quotidien iranien Hamshahri. « Toute tentative de se moquer ou de dénigrer de quelque façon que ce soit l’horreur qu’a représenté l’holocauste est simplement scandaleuse », a déclaré le porte-parole du Département d’État, Sean McCormack, avant d’attribuer la responsabilité de cette initiative au président iranien. « On peut presque entendre la voix du président Ahmadinejad dans la proposition de ce journal ».
Le 3 novembre 2006, la dessinatrice de presse française Chard se voit obligée de déclarer dans un communiqué paru sur le site de l'hebdomadaire Rivarol qu'elle n’a jamais donné son autorisation pour sa participation et que son dessin soit sélectionné au concours, et qu'elle refusait donc le prix décerné, — le dessinateur de presse australien Michael Leunig se trouve dans la même situation.

## Source
1. ↑  [nettime-fr Pour information / Moyen-Orient /Guide Mondiale de la press]
2. ↑  Nouvel Observateur,6 février 2006
3. ↑  ESISC, 8 février 2006